# Södra Sandby, Mörbylånga kommun
Södra Sandby är en by i Mörbylånga kommun i Kalmar län, belägen i Sandby socken på sydöstra Öland cirka 2 mil nordost om centralorten Mörbylånga. Södra Sandby gränsar i norr till Norra Sandby och Södra Näsby, i väster till Ekelunda, i söder till Frösslunda samt i öster till Östersjön.
Inom Södra Sandbys område finns Sandby borg, en fornborg från folkvandringstiden.